# Немања Крсмановић
Немања Крсмановић (Шабац, 9. маја 2003) српски је фудбалер који тренутно наступа за Спартак из Суботице.

## Статистика

### Клупска
Ажурирано 12. јануара 2024.
|                  |          |                  |    |   |   |   |   |   |   |   |    |   |  |  |
| ТСЦ Бачка Топола | 2020/21. | Суперлига Србије | 1  | 0 | 0 | 0 | — | — | — | — | 1  | 0 |  |  |
| ТСЦ Бачка Топола | 2021/22. | Суперлига Србије | 25 | 0 | 3 | 0 | — | — | — | — | 28 | 0 |  |  |
| ТСЦ Бачка Топола | 2022/23. | Суперлига Србије | 1  | 0 | 0 | 0 | — | — | — | — | 1  | 0 |  |  |
| ТСЦ Бачка Топола | Укупно   | Укупно           | 27 | 0 | 3 | 0 | — | — | — | — | 30 | 0 |  |  |
|                  |          |                  |    |   |   |   |   |   |   |   |    |   |  |  |
| Теплице          | 2023/24. | Прва лига Чешке  | 6  | 1 | 1 | 0 | — | — | — | — | 7  | 1 |  |  |
|                  |          |                  |    |   |   |   |   |   |   |   |    |   |  |  |
| Каријера         | Каријера | Каријера         | 33 | 1 | 4 | 0 | — | — | — | — | 37 | 1 |  |  |
|                  |          |                  |    |   |   |   |   |   |   |   |    |   |  |  |

### Утакмице у дресу репрезентације
| Репрезентација Србије у узрасту до 19 година старости | Репрезентација Србије у узрасту до 19 година старости | Репрезентација Србије у узрасту до 19 година старости | Репрезентација Србије у узрасту до 19 година старости | Репрезентација Србије у узрасту до 19 година старости | Репрезентација Србије у узрасту до 19 година старости | Репрезентација Србије у узрасту до 19 година старости | Репрезентација Србије у узрасту до 19 година старости | Репрезентација Србије у узрасту до 19 година старости | Репрезентација Србије у узрасту до 19 година старости |
| #                                                     | Датум                                                 | Такмичење                                             | Локација                                              | Домаћин                                               | Резултат                                              | Гост                                                  | Гол                                                   | Реф.                                                  |                                                       |
| ----------------------------------------------------- | ----------------------------------------------------- | ----------------------------------------------------- | ----------------------------------------------------- | ----------------------------------------------------- | ----------------------------------------------------- | ----------------------------------------------------- | ----------------------------------------------------- | ----------------------------------------------------- | ----------------------------------------------------- |
| 1.                                                    | 5. јун 2021.                                          | Пријатељска утакмица                                  | Кућа фудбала, Стара Пазова                            | Србија                                                | 1 : 0                                                 | Румунија                                              |                                                       | [ 11 ]                                                |                                                       |
| 2.                                                    | 7. јун 2021.                                          | Пријатељска утакмица                                  | Кућа фудбала, Стара Пазова                            | Србија                                                | 1 : 0                                                 | Румунија                                              |                                                       | [ 12 ]                                                |                                                       |
| 3.                                                    | 3. септембар 2021.                                    | Меморијални турнир „Стеван Вилотић Ћеле”              | Градски стадион, Суботица                             | Србија                                                | 2 : 1                                                 | Азербејџан                                            |                                                       | [ 13 ]                                                |                                                       |
| 4.                                                    | 5. септембар 2021.                                    | Меморијални турнир „Стеван Вилотић Ћеле”              | Стадион Милан Средановић, Кула                        | Србија                                                | 5 : 0                                                 | Црна Гора                                             |                                                       | [ 14 ]                                                |                                                       |
| 5.                                                    | 7. септембар 2021.                                    | Меморијални турнир „Стеван Вилотић Ћеле”              | Градски стадион, Суботица                             | Србија                                                | 1 : 0                                                 | Мађарска                                              |                                                       | [ 15 ]                                                |                                                       |
| 6.                                                    | 8. октобар 2021.                                      | Пријатељска утакмица                                  | Кућа фудбала, Стара Пазова                            | Србија                                                | 0 : 3                                                 | Босна и Херцеговина                                   |                                                       | [ 16 ]                                                |                                                       |
| 7.                                                    | 10. октобар 2021.                                     | Пријатељска утакмица                                  | ТСЦ академија, Бачка Топола                           | Србија                                                | 4 : 0                                                 | Босна и Херцеговина                                   |                                                       | [ 17 ]                                                |                                                       |
| 8.                                                    | 10. новембар 2021.                                    | Квалификације за Европско првенство                   | Елбасан Арена, Елбасан                                | Северна Македонија                                    | 1 : 2                                                 | Србија                                                |                                                       | [ 18 ]                                                |                                                       |
| 9.                                                    | 13. новембар 2021.                                    | Квалификације за Европско првенство                   | Елбасан Арена, Елбасан                                | Албанија                                              | 2 : 2                                                 | Србија                                                |                                                       | [ 19 ]                                                |                                                       |
| 10.                                                   | 16. новембар 2021.                                    | Квалификације за Европско првенство                   | Егнатиа, Рогозине                                     | Србија                                                | 1 : 2                                                 | Француска                                             |                                                       | [ 20 ]                                                |                                                       |
| 11.                                                   | 9. март 2022.                                         | Пријатељска утакмица                                  | Кућа фудбала, Стара Пазова                            | Србија                                                | 3 : 0                                                 | Хрватска                                              |                                                       | [ 21 ]                                                |                                                       |
| 12.                                                   | 1. јун 2022.                                          | Квалификације за Европско првенство                   | Јанмар стадион, Алмере                                | Холандија                                             | 1 : 2                                                 | Србија                                                |                                                       | [ 22 ]                                                |                                                       |
| 13.                                                   | 4. јун 2022.                                          | Квалификације за Европско првенство                   | Спортпарк Зегерслот                                   | Украјина                                              | 1 : 1                                                 | Србија                                                |                                                       | [ 23 ]                                                |                                                       |
| 14.                                                   | 19. јун 2022.                                         | Европско првенство                                    | Стадион ФК Похрон, Жјар на Хрону                      | Србија                                                | 2 : 2                                                 | Израел                                                |                                                       | [ 24 ]                                                |                                                       |
| 15.                                                   | 22. јун 2022.                                         | Европско првенство                                    | СНП, Банска Бистрица                                  | Енглеска                                              | 4 : 0                                                 | Србија                                                |                                                       | [ 25 ]                                                |                                                       |
| 16.                                                   | 25. јун 2022.                                         | Европско првенство                                    | СНП, Банска Бистрица                                  | Аустрија                                              | 3 : 2                                                 | Србија                                                |                                                       | [ 26 ]                                                |                                                       |
| 16                                                    | Укупан број утакмица и постигнутих погодака           | Укупан број утакмица и постигнутих погодака           | Укупан број утакмица и постигнутих погодака           | Укупан број утакмица и постигнутих погодака           | Укупан број утакмица и постигнутих погодака           | Укупан број утакмица и постигнутих погодака           | Укупан број утакмица и постигнутих погодака           |                                                       |                                                       |